# 第十七号掃海艇
|                    |                                                                               |
| 艦歴               |                                                                               |
| 計画               | 昭和6年度計画                                                                 |
| 起工               | 1935年1月28日                                                                 |
| 進水               | 1935年8月3日                                                                  |
| 竣工               | 1936年1月15日                                                                 |
| その後             | 1945年8月2日触雷により損傷                                                    |
| 除籍               | 1945年11月20日                                                                |
| 解体               | 1948年9月1日完了                                                              |
| 性能諸元（竣工時） |                                                                               |
| 排水量             | 基準：578トン 公試：700トン                                                   |
| 全長               | 72.50 m                                                                       |
| 全幅               | 7.85 m                                                                        |
| 吃水               | 4.55 m                                                                        |
| 機関               | ロ号艦本式缶（混焼）2基 艦本式タービン2基 2軸、3,200馬力                      |
| 速力               | 19.0ノット                                                                    |
| 航続距離           | 12ノットで2,600海里                                                           |
| 燃料               | 重油：47トン 石炭：110トン                                                    |
| 乗員               | 94名                                                                          |
| 兵装               | 45口径三年式12 cm砲 2門 13 mm機銃 連装2基 九四式爆雷投射機1基 爆雷36個 掃海具 |

第十七号掃海艇（だいじゅうななごうそうかいてい）は、日本海軍の掃海艇。第十七号型掃海艇の1番艦。

## 艦歴
1935年（昭和10年）1月28日、大阪鉄工所桜島工場で起工。同年8月3日進水。1936年（昭和11年）1月15日に竣工。第十七号掃海艇と命名され、掃海艇に類別。
1937年（昭和12年）から1939年（昭和14年）まで日中戦争において華中及び華北の作戦に参加。太平洋戦争では、南方侵攻作戦、船団護衛に従事。1945年（昭和20年）8月2日、鎮海で触雷により損傷した。同年11月20日に除籍。1948年（昭和23年）9月1日、佐世保船舶工業（旧佐世保海軍工廠）で解体が完了。

## 歴代艇長
※艦長等は『日本海軍史』第9巻・第10巻の「将官履歴」及び『官報』に基づく。
艤装員長
- 田口正一 少佐：1935年10月15日[2] -

艇長
- 田口正一 少佐：1936年1月15日[3] - 1936年6月20日[4]
- 大石新一 少佐：1936年6月20日[4] - 1936年7月21日[5]
- 安並正俊 大尉：1936年7月21日[5] - 1937年12月1日[6]
- 上井宏 少佐：1937年12月1日[6] - 1938年9月15日[7]
- 中山定義 大尉：1938年9月15日[7] - 1938年12月15日[8]
- 西野繁 大尉：1938年12月15日[8] - 1939年11月15日[9]
- 黒木政吉 少佐：1939年11月15日[9] - 1940年4月1日[10]
- 橋本正雄 大尉：1940年4月1日[10] - 1940年10月15日[11]
- 橘広太 大尉：1940年10月15日[11] - 1941年7月17日[12]
- 安東英雄 予備大尉：1941年7月17日[12] -